# Медьеши, Петер
Пе́тер Ме́дьеши (венг. Medgyessy Péterо файле; 19 октября 1942, Будапешт) — венгерский политический и государственный деятель; 5-й премьер-министр Венгерской Республики с 2002 по 2004 год. 25 августа 2004 года он подал в отставку из-за разногласий с одним из партнёров по коалиции — Союзом свободных демократов, но продолжал исполнять обязанности премьер-министра ещё в течение 30 дней, как того требует Конституция, а также несколько дополнительных дней, пока его преемник Ференц Дьюрчань не был утверждён парламентом.

## Биография
Петер Медьеши родился в Будапеште и изучал экономическую теорию в Университете экономических наук имени Карла Маркса (ныне — Университет Корвина), который окончил в 1966 году, но затем вернулся туда в докторантуру. 
В 70-х годах был агентом контрразведки министерства внутренних дел под кодовым именем D-209. С 1966 по 1982 год занимал руководящие должности в департаментах министерства финансов. В 1982 году стал заместителем министра финансов, а в 1987 году — самим министром. Налоговая система, созданная при Медьеши, была для Венгрии важным шагом на пути к свободной рыночной экономике.
В период между 1988 и 1990 годами был заместителем премьер-министра по экономическим вопросам, в 1990—1996 годах — административным директором и председателем правления различных венгерских банков. Когда Дьюла Хорн сформировал правительство, в 1996 году Медьеши вернулся на пост министра финансов. По завершении срока полномочий правительства работал в качестве главы исполнительного совета банка «Inter-Europa» и вице-президентом страховой компании «Atlasz». Эти посты он сохранял в период с 1998 по 2001 год, а 27 мая 2002 года венгерский парламент проголосовал за назначение Медьеши премьером-министром Венгерской Республики. Он возглавлял правительство до августа 2004 года, когда подал в отставку в связи с распадом коалиционного правительства и был заменен Ференцем Дьюрчанем.

## Личная жизнь
Помимо родного венгерского, в совершенстве знает французский и румынский языки, а также свободно владеет русским и английским.
Женат, имеет двух детей: сына и дочь.